# Санта-Марія (Ковілян)
Санта-Марія (порт. Santa Maria; МФА: [ˈsɐ̃.tɐ mɐ.ˈɾi.ɐ]) — парафія в Португалії, у муніципалітеті Ковілян. Розташована в східній частині країни, на теренах історичної португальської провінції Бейра. Входить до складу округу Каштелу-Бранку. За адміністративним поділом, чинним до 1976 року, терени парафії були складовою провінції Нижня Бейра. Належить до Порталегрівсько-Каштелу-Бранківської діоцезії Католицької церкви. Патрон — Діва Марія. Площа — 1,9773 км². Населення — 3220 ос. (2011). Середньо урбанізований регіон. Густота населення — 1628,48 осіб/км²
. Код — 050317.

## Назва
- Ковілян (Санта-Марія) (порт. Covilhã (Santa Maria)) — офіційна назва.

## Населення
| Кількість мешканців | Кількість мешканців | Кількість мешканців | Кількість мешканців | Кількість мешканців | Кількість мешканців | Кількість мешканців | Кількість мешканців | Кількість мешканців | Кількість мешканців | Кількість мешканців | Кількість мешканців | Кількість мешканців | Кількість мешканців | Кількість мешканців |
| ------------------- | ------------------- | ------------------- | ------------------- | ------------------- | ------------------- | ------------------- | ------------------- | ------------------- | ------------------- | ------------------- | ------------------- | ------------------- | ------------------- | ------------------- |
| 1864                | 1878                | 1890                | 1900                | 1911                | 1920                | 1930                | 1940                | 1950                | 1960                | 1970                | 1981                | 1991                | 2001                | 2011                |
| 2 509               | 2 955               | 4 858               | 4 215               | 4 147               | 3 596               | 3 888               | 4 170               | 3 832               | 4 261               | 4 615               | 4 011               | 3 053               | 2 490               | 3 220               |